# 临洮街街道
临洮街街道，是中华人民共和国甘肃省兰州市西固区下辖的一个乡镇级行政单位。

## 行政区划
临洮街街道下辖以下地区：
康乐路社区、清水街社区、临洮街北街社区、临洮街后街社区、临洮街中街社区、临洮街前街社区和寺儿沟社区。